# Mădălin Martin
Mădălin Martin (n. 21 iunie 1992, Peretu, România) este un fotbalist român ce evoluează pe postul de mijlocaș la Axiopolis Cernavodă[*].